# Aroma Park
Aroma Park é uma vila localizada no estado americano de Illinois, no Condado de Kankakee.

## Demografia
Segundo o censo americano de 2000, a sua população era de 821 habitantes. 
Em 2006, foi estimada uma população de 812, um decréscimo de 9 (-1.1%).

## Geografia
De acordo com o United States Census Bureau tem uma área de 
3,6 km², dos quais 3,1 km² cobertos por terra e 0,5 km² cobertos por água.

## Localidades na vizinhança
O diagrama seguinte representa as localidades num raio de 12 km ao redor de Aroma Park. 